# Khalil Al-Hanahneh
Khalil Al-Hanahneh (ur. 11 maja 1980) – jordański lekkoatleta specjalizujący się w biegu na 200 metrów. Uczestniczył w letnich igrzyskach olimpijskich w 2004 i 2008 roku.

## Rekordy życiowe
| Dystans            | Wynik | Miejsce | Data                 |
| ------------------ | ----- | ------- | -------------------- |
| Bieg na 60 metrów  | 6,86  | Pattaya | 10 lutego 2006       |
| Bieg na 100 metrów | 10,48 | Amman   | 27 października 2007 |
| Bieg na 200 metrów | 20,81 | Kair    | 24 listopada 2007    |
| Skok w dal         | 7,48  | Irbid   | 19 marca 2010        |

Powyższe rekordy, z wyjątkiem biegów na 60 i 100 m, są aktualnymi rekordami kraju.

## Najlepsze wyniki w sezonie
Bieg na 60 metrów
| Rok  | Wynik | Miejsce   | Data           |
| ---- | ----- | --------- | -------------- |
| 2004 | 7,22  | Budapeszt | 5 marca 2004   |
| 2006 | 6,86  | Pattaya   | 10 lutego 2006 |
| 2008 | 6,92  | Doha      | 14 lutego 2008 |

Bieg na 100 metrów
| Rok  | Wynik | Miejsce        | Data                 |
| ---- | ----- | -------------- | -------------------- |
| 2003 | 10,53 | Amman          | 6 września 2003      |
| 2004 | 10,76 | Ateny          | 21 sierpnia 2004     |
| 2006 | 10,66 | Doha           | 8 grudnia 2006       |
| 2007 | 10,48 | Jordania Amman | 27 października 2007 |
| 2011 | 10,49 | Jordania Irbid | 1 kwietnia 2011      |

Bieg na 200 metrów
| Rok  | Wynik | Miejsce | Data              |
| ---- | ----- | ------- | ----------------- |
| 2003 | 21,33 | Amman   | 9 września 2003   |
| 2006 | 21,32 | Doha    | 11 grudnia 2006   |
| 2007 | 20,81 | Kair    | 24 listopada 2007 |
| 2008 | 21,55 | Pekin   | 18 sierpnia 2008  |
| 2009 | 21,63 | Sofia   | 11 czerwca 2009   |
| 2011 | 21,96 | Irbid   | 2 kwietnia 2011   |

Skok w dal
| Rok  | Wynik | Miejsce | Data             |
| ---- | ----- | ------- | ---------------- |
| 2003 | 7,40  | Amman   | 27 czerwca 2003  |
| 2003 | 7,40  | Amman   | 6 września 2003  |
| 2008 | 7,48  | Amman   | 26 kwietnia 2008 |
| 2010 | 7,48  | Irbid   | 19 marca 2010    |